# Portal Ochagavía
Portal Ochagavía es un centro comercial ubicado en la comuna de Pedro Aguirre Cerda, al sur de la ciudad de Santiago de Chile. Fue inaugurado en 2010. 

## Historia
Los antiguos terrenos de la avenida José Joaquín Prieto, entre las calles Vecinal y Avenida Departamental de la Población Los Maitenes fueron comprados por Cencosud en 2009, estos anteriormente pertenecían a Aguas Andinas y la empresa de artículos eléctricos "Coproín". La construcción del edificio culminó en el 2010 conservando la estructura del antiguo estanque de agua de la población.

## Servicios
Portal Ochagavía contiene los siguientes servicios:
- Tienda Easy
- Supermercado Santa Isabel
- Farmacia Cruz Verde
- Servipag
- Pichara
- Perfumería Maicao
- Centro de pagos Caja de compensación Los Héroes
- Centro Financiero Tarjeta Cencosud Scotiabank